# Simone Lässig

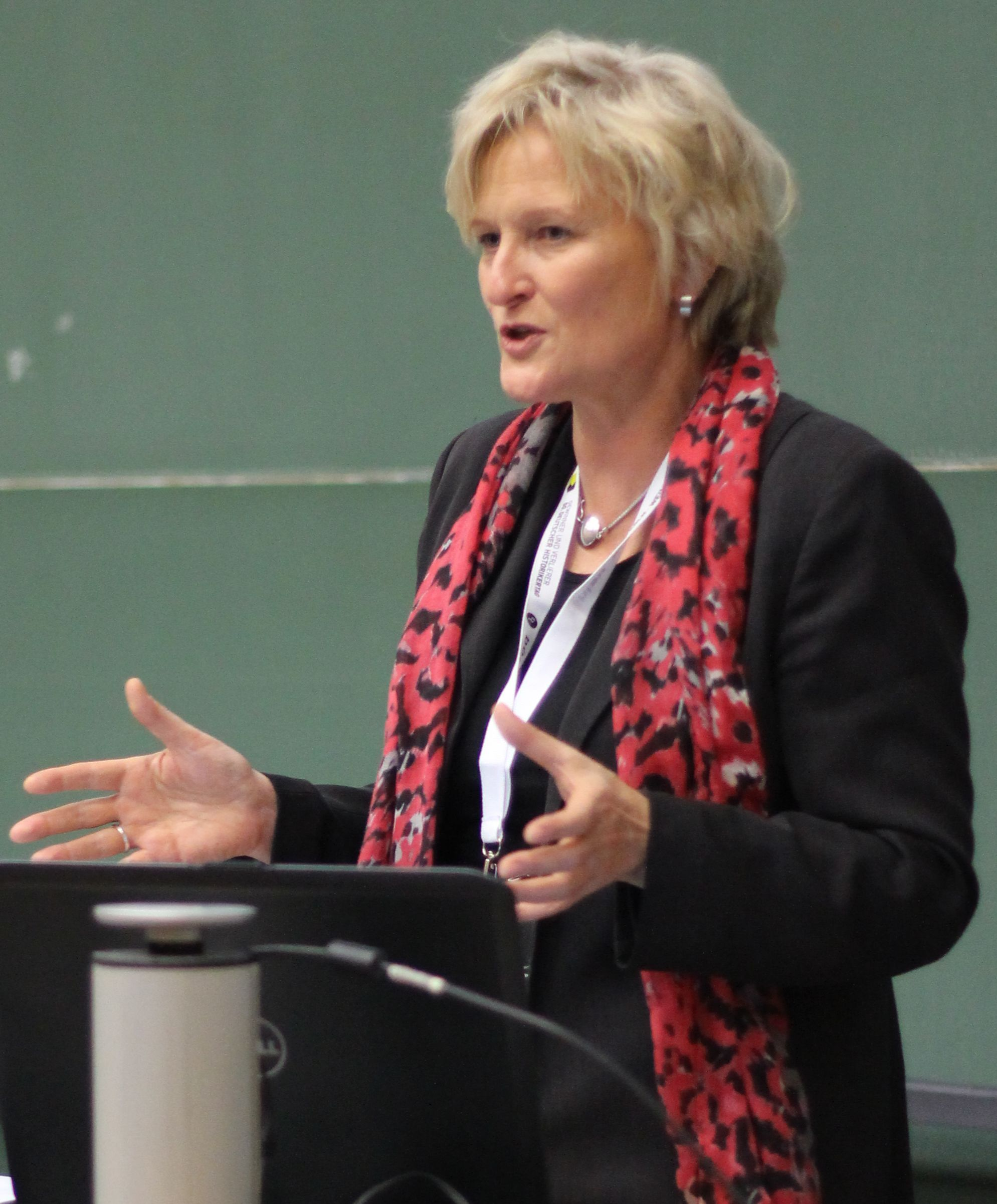
Simone Lässig beim Historikertag 2014 in Göttingen

Simone Lässig (* 24. Januar 1964 in Altenburg) ist eine deutsche Historikerin und Direktorin des Deutschen Historischen Instituts Washington.

## Leben
Lässig erlangte 1982 das Abitur an der Erweiterten Oberschule Altenburg. Im Anschluss studierte sie bis 1987 an der Pädagogischen Hochschule Dresden, wo sie 1990 mit einer Arbeit zum „Militärpolitischen Wirken der Sozialdemokratie in Ostsachsen“ promovierte. Danach arbeitete sie zunächst als wissenschaftliche Mitarbeiterin und ab 1993 als wissenschaftliche Assistentin bei Karlheinz Blaschke am Lehrstuhl für Sächsische Landesgeschichte der Technischen Universität Dresden. Anschließend war Lässig zwischen 1999 und 2001 Habilitationsstipendiatin der Deutschen Forschungsgemeinschaft und von 2002 bis 2006 Research Fellow am Deutschen Historischen Institut Washington (D.C.). Währenddessen habilitierte sie sich 2003 mit einer Studie über die „Verbürgerlichung der Juden in Deutschland“. Für ihre Habilitationsschrift, die später unter dem Titel „Jüdische Wege ins Bürgertum“ veröffentlicht wurde, erhielt Lässig 2004 den Habilitationspreis des Deutschen Historikerverbands.
Von 2006 bis 2015 war Simone Lässig Direktorin des Georg-Eckert-Instituts für internationale Schulbuchforschung und Professorin für Neuere und Neueste Geschichte an der Technischen Universität Braunschweig. Von Oktober 2009 bis Juni 2010 nahm sie eine Gastprofessur am St Antony’s College der University of Oxford wahr. Seit 2015 ist Simone Lässig beurlaubt und nimmt die Geschäfte der Direktorin des Deutschen Historischen Instituts Washington wahr.
Zu ihren Forschungsschwerpunkten gehören die Sozial- und Kulturgeschichte des 19. und 20. Jahrhunderts, insbesondere Jüdische Geschichte, Religion und Religiosität, Stiften und Spenden, Unternehmergeschichte, Europäische Geschichte sowie Fragen zur Geschichtsdidaktik.
Simone Lässig hat eine Tochter.

## Funktionen und Mitgliedschaften
- Herausgeberin der Zeitschrift „Internationale Schulbuchforschung“ und der „Studien zur Internationalen Schulbuchforschung“
- Mitherausgeberin der Zeitschrift „Geschichte und Gesellschaft“
- Stellvertretende Vorsitzende des 1. Internationalen Beirats der Bundeskanzler-Willy-Brandt-Stiftung
- Mitglied des Wissenschaftlichen Beirats der Forschungsstelle für Zeitgeschichte in Hamburg
- Mitglied des Wissenschaftlichen Beirats der Stiftung Reichspräsident-Friedrich-Ebert-Gedenkstätte Heidelberg
- Mitglied der International Commission for the History of Representation and Parliamentary Institutions
- Mitglied des Wissenschaftlichen Beirats HATiKVA Bildungs- und Begegnungsstätte für jüdische Kultur und Geschichte Sachsen e.V. in Dresden
- Mitglied der Wissenschaftlichen Arbeitsgemeinschaft des Leo-Baeck-Instituts
- Mitglied des Geschichtswettbewerbs des Bundespräsidenten (Körber-Stiftung Hamburg)
- Mitglied im Vorstand des Verbandes der Historikerinnen und Historiker Deutschlands

## Veröffentlichungen (Auswahl)
Monographien
- Wahlrechtskampf und Wahlreformen in Sachsen (1895–1909). Böhlau, Weimar/Köln/Wien 1996, ISBN 3-412-11095-7.
- Jüdische Wege ins Bürgertum. Kulturelles Kapital und sozialer Aufstieg im 19. Jahrhundert. Vandenhoeck & Ruprecht, Göttingen 2004, ISBN 3-525-36840-2 (Zugleich: Habilitationsschrift, TU Dresden, 2003: Ursachen eines prekären Erfolges. Die Verbürgerlichung der Juden in Deutschland im Zeitalter der Emanzipation. DNB 967534410).

Sammelbände
- mit Karl Heinrich Pohl, James Retallack: Modernisierung und Region im wilhelminischen Deutschland. Wahlen, Wahlrecht und politische Kultur. Verlag für Regionalgeschichte, Bielefeld 1995, ISBN 3-89534-153-3.
- mit Karl Heinrich Pohl: Sachsen im Kaiserreich. Politik, Wirtschaft und Gesellschaft im Umbruch. Böhlau, Weimar/Köln/Wien 1997, ISBN 3-412-04396-6.
- mit Karl Heinrich Pohl: Projekte im Fach Geschichte. Historisches Forschen und Entdecken in Schule und Hochschule. Wochenschau, Schwalbach/Ts., ISBN 3-89974-323-7.
- mit Miriam Rürup: Space and Spatiality in Modern German-Jewish History (= New German Historical Perspectives, 8). Berghahn, New York 2017, ISBN 978-1-78533-553-2.